# The Gringos
"The Gringos" er andet afsnit i den fjerde sæson af den amerikanske tv-serie Orange County.